# Morgoth

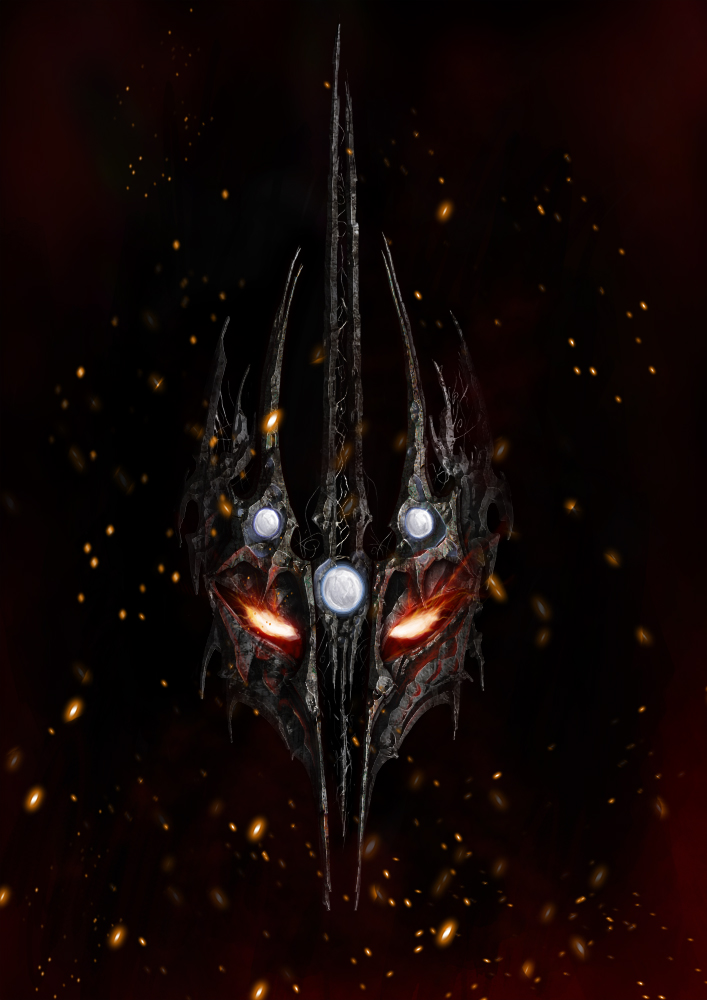
Morgoth

Morgoth Bauglir (eredeti nevén Melkor) az egyik első ainu, azon belül vala, kulcskarakter J. R. R. Tolkien Arda-mitológiájában. Eru legfőbb kritikusának és ellenlábasának szerepét vállalja fel a duális világegyetemben.
|  | Alább a cselekmény részletei következnek! |

## Melkor az Ainuk Muzsikájában
„There was Eru, the One, who in Arda is called Iluvatar; and he made first the Ainur, the Holy Ones…”
„Kezdetben volt Eru, az Egyetlen, akit Ardán Ilúvatarnak neveznek; s először az ainukat teremtette, a szentségeseket…”
Melkor ezen ainuk egyike volt. Valamennyiük közül őneki adatott a legnagyobb tudás és hatalom, ennek megfelelő mértékben vett részt az Ainuk Muzsikájában. Társaitól eltérően sokat bolyongott egyedül a Külső Sötétségben, mert türelmetlenné tette annak üressége, és mert kereste az Olthatatlan Lángot. A magányban azonban különös, a többiekétől eltérő gondolatai támadtak. Amikor megpróbálta ezen gondolatai némelyikét beleszőni a Nagy Muzsikába, ezzel disszonanciát hozott létre. Amikor Ilúvatar, azaz Eru végül megszakította a Muzsikát, szavaival megszégyenítette Melkort testvérei előtt, és ő ezt nem felejtette el.

## Melkor Ardán
Melkor azon ainuk közé tartozott, akik alászálltak Ardára, ők lettek a valák, a Világ Erői. Hamar kiderült azonban, miért is jött valójában; magát nevezte Arda királyának, és amikor a többi vala nem ismerte el igényét, elhagyta őket. A valák Ilúvatar Gyermekeihez hasonlatos alakot öltöttek magukra Ardán, és szakadatlanul munkálkodtak a világ megteremtésén. Melkor pedig látta őket, és irigység támadt szívében. Látható alakot öltött ő is, de ez az alak sötét volt és félelmetes, hatalmasabb és fenségesebb, mint bármely más valáé. Melkor pedig háborút kezdett a valák ellen; lerombolta vagy beszennyezte, amit létrehoztak, folyton-folyvást ellenük munkálkodott. A valák azonban többen voltak, és Ilúvatar csarnokaiból a segítségükre jött egy újabb ainu: Tulkas, az Erős. Megfutamította Melkort, aki egy időre elhagyta Ardát, és ismét a Külső Sötétségbe távozott.
Amikor azonban a valák bevégezték munkájukat, és pihenőre tértek, Melkor észrevétlenül visszatért. Szolgáival, számos megrontott maiával (kisebb hatalmú ainuk) átkelt az Éjszaka Falain, és távol a Két Lámpás, Illuin és Ormal fényétől, mélyen az északi sötét hegyek alatt felépítette Utumno erődjét. A valák felfigyeltek rá, de Melkor gyorsabb volt: lerombolta a Lámpások oszlopait, és a kiáradó tűz szétrombolta Arda szimmetriáját. A valák korábbi lakhelye, Almaren szigete is elpusztult, így ők nyugatra, Aman földrészére távoztak, és megalapították Valinort.
Melkor hosszú ideig egyedül uralkodott Középfölde északi részén. Maga köré gyűjtötte szolgáit Utumnoba, és az Amanból érkező támadások ellen erődöt épített, nem messze a tengerparttól: Angbandot. Amikor azonban megérkeztek Ilúvatar Elsőszülöttei, védelmükben a valák megostromolták Utumnot, és Melkort megkötözték az Angainorral, az Aulë kovácsolta lánccal. Ez volt az Erők Csatája. A valák azonban nem derítették fel Angband és Utumno mély tárnáit, és ott sok gonosz dolog maradt rejtve. Melkort Valinorba vitték, és három hosszú korra Mandos börtönébe zárták.
A három kor leteltével Melkor fölött tanácsot ültek a valák. Melkor Manwë lábához borulva könyörgött bocsánatért, és esküvel fogadta, hogy segít begyógyítani a világ általa ejtett sebeit. Manwë végül megbocsátott neki, de eleinte még a valák városának, Valimarnak falain belül kellett maradnia. Mivel ekkoriban Melkor szavai és tettei jónak tűntek, és valóban a valák és a tündék segítségére volt, hamarosan ettől a tilalomtól is megszabadult. Mindenki úgy hitte, Melkor kigyógyult a gonoszságból.

## Melkor Valinorban
Melkor azonban gyűlölte a valákat, akik megalázták; gyűlölte a tündéket, mert szépek és boldogok voltak, és elhatározta, mindannyiukat romlásba dönti. Hazug szavakkal, álnoksággal viszályt szított a noldák között, elsősorban is nagykirályuk, Finwë nemzetségében. Ekkor kezdtek a noldák (akik régóta a legjobb kovácsok és kézművesek voltak a tündék között) fegyvereket és egyéb hadieszközöket készíteni; Melkor tanította őket erre is. Azonban ármánya lelepleződött, elhagyta Valinort, de a rosszat már nem lehetett meg nem történtté tenni: a noldák elhidegültek a valáktól, és Finwë házában is bekövetkezett a szakadás.
Melkor délre ment, Avathar földjére, felkereste Ungoliantot. Egyik legrégebbi szolgája volt ez a lény, de régen elhagyta Melkort, és csak a maga mohóságát szolgálta. Melkor neki ígérte a Két Fát, és mindent, amit Valinorból zsákmányolnak; Ungoliant pedig segített neki. Visszajuttatta Valinorba, elpusztították a Fákat, és elragadták Formenosból a szilmarilokat a három, fényt árasztó ékszert. Fëanor, az ékkövek készítője éppen Manwë trónusa előtt állt, amikor megérkezett a hír, hogy apját, Finwët, Melkor legyilkolta, és Formenos minden kincse odalett. Fëanor ekkor nevezte először a valát Morgothnak, a Világ Fekete Ellenségének, és a tündék többé nem ejtették ki a Melkor nevet.

## Morgoth Középföldén
Morgoth és Ungoliant átkelt a Helcaraxe tengerszorosán, és Középföldére mentek. Itt Ungoliant megtámadta Morgoth-t, aki nem akarta odaadni neki a szilmarilokat. Morgoth azonban segítségül hívta az Angband romjai között rejtőző balrogokat, és ők kiszabadították Ungoliant hálójából.
Morgoth újjáépítette Angbandot, és fölé helyezte a Thangorodrim hármas hegyormát. Vaskoronát kovácsolt magának, belefoglalta a három szilmarilt, és a Világ Királyának nevezte magát. A szent ékszerek megégették a kezét, a korona súlya pedig elviselhetetlen fáradtságot okozott; soha nem vette le, és soha nem szabadult sem a fájdalomtól, sem a dühtől. Angband tárnáinak mélyén iszonyú szörnyek seregeit tenyésztette ki; trollokat és orkokat és farkastestbe zárt pusztító szellemeket (váltott farkasok).
A noldák azonban Fëanor gyújtó szavára hallgatva szintén visszatértek Középföldére, és az ottmaradt tündékkel, a sindákkal együtt ostromzárat vontak Angband köré. Ez azonban sosem volt teljes, mert Morgoth erődjét két oldalról a Vashegyek védték, így északon nem volt ellensége, sőt, még szabad kijárást is talált seregei számára.

## A Beleriandi Háborúk
Hat nagy csatát vívtak a tündék Morgoth ellen Beleriandban, bár ebből a visszatért noldák csak négyben vettek részt. Bár néha kisebb-nagyobb diadalokat arattak Morgoth seregei fölött, hosszú távon a Sötét Úr ereje mindig nagyobbnak bizonyult, és az Első Kor végére alig maradt szabad birodalom Beleriandban. Az egyetlen tényleges és maradandó siker a tünde Lúthien és a halandó Beren nevéhez fűződik, akik hihetetlen nehézségek és borzalmak között elragadtak egy szilmarilt Morgoth koronájából. Ezzel a szilmarillal hajózott nyugatra jóval később Eärendil, hogy segítségül hívja a valákat Morgoth ellen. Ez volt az Izzó Harag Háborúja, amikor Eönwë vezetésével a valák seregei átkeltek a tengeren, és végül megdöntötték Angband hatalmát.
Morgoth-t ismét láncra verték az Angainorral, és visszavitték Valinorba; a valák pedig kitaszították az Éjszaka Kapuján át a Külső Sötétségbe.

## Morgoth szolgái
Melkor annak idején, már az Ainuk Muzsikája alatt sokakat rávett, hogy inkább az ő dallamát dalolják Ilúvataré helyett. Később, Arda megalkotásának idején, az Eära érkezett szellemlények közül sokat a maga pártjára állított ígéretekkel, hízelgéssel vagy fenyegetéssel.

### Sauron
Legnagyobb hatalmú szolgája, akit a tündék Kegyetlen Gorthaurként emlegetnek, egykor Aulë maiája volt. Fő befolyási területe a megtévesztés, az ármány és a nekromancia volt; ő volt a váltott farkasok ura is. Morgoth bukása után maga is Sötét Úrnak nevezte magát, immár csak saját magát szolgálva, és követte parancsolója útját a pusztulásba is.

### Balrogok
Ezeknek a kisebb hatalmú maiáknak a neve sindarin nyelven annyit tesz: „a rettenet démona” („demon of terror”, quenyául: valarauko).
A balrog „mint egy nagy árnyék, olyan volt; középen fekete alak, emberféle, de nagyobb annál; vele és előtte erő járt és rettenet”. Habár a maiák között aránylag alacsonyan állnak a ranglétrán, hatalmuk Ilúvatar Gyermekeihez képest iszonyú. Fegyverük a kard és a lángkorbács. Pontos számukat nem ismerjük, nyolc és tizenkettő között lehetett. Gondolin ostromáig egyikük se esett el, ott azonban kettő is: Gothmogot, a Balrogok Urát Ecthelion, Turgon kapitánya ölte meg, bár maga is elesett a harcban, egy másikat pedig Glorfindel rántott magával a mélybe a Cirith Thoronathnál, a Sasok Hasadékánál. A legtöbb balrog később elpusztult az Izzó Harag Háborújában, de néhány elmenekült közülük; a Gyűrű Szövetsége találkozik eggyel Móriában, amit a Szürke Gandalf győz le.

### Orkok
A tündék nem tudják, honnan származnak ezek a lények. Sokan úgy vélik, Melkor még a tündék ébredésének idején fogott el közülük néhányat, és rontotta, gyalázta őket szörnyeteggé. Ami biztos, hogy tömegesen éltek Angband tárnáiban, urukat félik és gyűlölik, bukása után pedig vagy saját szakállukra raboltak-gyilkoltak, vagy Morgoth korábbi szolgáihoz álltak.

### Váltott farkasok
Förtelmes boszorkánysággal létrehozott lények. A tolkieni világban egy értelmes lény rendelkezik hroäval (anyagi testtel) és feäval (mondhatni lélekkel). Az állatoknak nincs feäjuk, és az utolsó koncepció szerint az orkoknak sem. Váltott farkas úgy keletkezik, hogy egy test nélküli feät egy farkasba börtönöznek. Mondani sem kell, milyen ocsmány és gonosz eljárás ez; a legelismertebb mestere Szauron volt. Két váltott farkast névről is ismerünk: Draugluint, a legöregebbet közülük, és Carcharoth-t, az Angband kapuját őrző farkast, a legnagyobb ilyen szörnyeteget.

## Morgoth Gyűrűje

### A „will”-ről
Tolkien univerzumában az ainuk (vagyis a valák és a maiák), valamint a tündék rendelkeznek egy Ilúvatartól kapott képességgel, az úgynevezett „will”-lel (akarat, hatalom; mivel erről kizárólag Tolkien magyarul még meg nem jelent műveiben találhatunk információt, nincs rá kanonizált magyar fordítás). Ez tulajdonképpen a másodteremtés képessége, a hatalom Arda megváltoztatására. Tolkien műveiben a mágia minden formája ezen alapszik. A „will” nem termelődik újra; ha valaki egyszer elhasználta valamire, többé nem kapja vissza. Erről beszél Yavanna, amikor azt mondja:
„Még azok is, akik a leghatalmasabbak Ilúvatar alatt, némely munkát csupán egyszer, egyetlenegyszer végezhetnek el.”
Ezért nem tudta újraéleszteni a Két Fát, és ezért nem tudta Fëanor újra elkészíteni a szilmarilokat: mert a „will” segítségével hozták létre, és az az erő immár nincs bennük. Nem annyira mennyiségi, inkább minőségi kérdésről van itt szó.

### Szauron Gyűrűje…
A Másodkorban Szauron érdekes megoldást talált a „will” elfogyásának problémájára. Az Egy Gyűrűbe, amit a Végzet Hegyén kovácsolt ki, beleöntötte a rendelkezésére álló „will” legnagyobb részét, és innentől kezdve a Gyűrű egyfajta megújuló energiaforrásként funkcionált – nem pusztán felerősítette Szauron hatalmát, de egyúttal kifogyhatatlanná is tette azt, valamint biztosította, hogy amíg a Gyűrű maga létezik, Szauron nem pusztítható el.

### …és az eredeti
Morgoth még az Első Kor folyamán megoldotta ugyanezt a problémát, csak valához illően sokkal nagyobb méretben – ő lassan bár, de egész Ardát magát itatta át a saját hatalmával, minden anyagot, annak minden részecskéjét beszennyezve és megrontva. Morgoth hatalma legerősebben az aranyban van jelen – a tündék ezért nem kedvelik ezt a fémet –, leggyengébben pedig a vízben, Ulmo kedvelt anyagában. 
Amíg Arda áll, mindig ott lesz minden parányában Morgoth lénye; ezért nem pusztíthatták el a valák, még ha akarták volna sem, és ezért emlegetjük világunkat mindmáig a Megrontott Ardaként.